# Elvedina Muzaferija
Elvedina Muzaferija bosanskohercegovačka je alpska skijašica, rođena 20. kolovoza 1999. u Visokom.

## Životopis
U kategoriji juniora u skijaškim natjecanjima FIS sudjeluje od 2015. godine. Nastupila je na Zimskim olimpijskim igrama 2018. u disciplinama: slalom, superveleslalom i veleslalom. Na otvaranju Zimskih olimpijskih igara 2018. u korejskom Pjongčangu, nosila je zastavu Bosne i Hercegovine. 
Prva je natjecateljica u povijesti Bosne i Hercegovine koja se pojavila na Svjetskome kupu u brzim disciplinama. Bilo je to u talijanskoj Cortini d'Ampezzo u disciplini spust, gdje je zauzela 45. i 46. mjesto. U Europskom kupu najbolji plasman je ostvarila 16. veljače 2020. u Švicarskoj Crans Montani gdje je zauzela 10. mjesto u superveleslalomu. Dana 15. veljače 2021 ostvarila je najbolji plasman od svih bosanskohercegovačkih natjecatelja na Svjetskom prvenstvu u alpskim disciplinama od stjecanja neovisnosti, osvojivši 16. mjesto.
Osvajanjem 29. mjesta u kombinaciji u austrijskom Altenmartk-Zauchensseu postala je prva skijašica iz Bosne i Hercegovine koja je osvojila bodove, unatoč izostanku podrške Skijaškog saveza BiH.
Prva je bosanskohercegovačka športašica, koja je ispunila normu za Zimske olimpijske igre u Pekingu 2022.

## Rezultati

### Svjetski kup
| Disciplina      | SK utrke | SK Top 30 | SK Top 15 | SK Top 5 | SK Podium | Najbolji rezultat  | Najbolji rezultat        | Najbolji rezultat |
| Disciplina      | SK utrke | SK Top 30 | SK Top 15 | SK Top 5 | SK Podium | Datum              | Lokacija                 | Pozicija          |
| --------------- | -------- | --------- | --------- | -------- | --------- | ------------------ | ------------------------ | ----------------- |
| Slalom          | 3        | 0         | 0         | 0        | 0         | 3. siječnja 2018.  | Zagreb, Hrvatska         | 49.               |
| Veleslalom      | 2        | 0         | 0         | 0        | 0         | 29. prosinca 2017. | Lienz, Austrija          | 53.               |
| Superveleslalom | 25       | 3         | 3         | 0        | 0         | 2. ožujka 2024.    | Kvitfjell, Norveška      | 9.                |
| Spust           | 34       | 6         | 0         | 1        | 0         | 17. veljače 2024   | Crans-Montana, Švicarska | 4.                |
| Kombinacija     | 2        | 2         | 0         | 0        | 0         | 23. veljače 2020.  | Crans-Montana, Švicarska | 22.               |
| Ukupno          | 64       | 11        | 1         | 1        | 0         |                    |                          |                   |

- Ažurirano: 3. ožujka 2024.

### Svjetska prvenstva
| Godina  |        |                  |                  |                  |                  |                  |                  |
| Starost | Slalom | Veleslalom       | Superveleslalom  | Spust            | Kombinacija      | Timski           |                  |
| 2017.   | 17     | 55.              | Nije završila    | —                | —                | —                | —                |
| 2019.   | 19     | Nije sudjelovala | Nije sudjelovala | Nije sudjelovala | Nije sudjelovala | Nije sudjelovala | Nije sudjelovala |
| 2021.   | 21     | —                | —                | 38.              | 25.              | 16.              | —                |
| 2023.   | 23     | —                | —                | 25.              | 20.              | 15.              | —                |

### Olimpijske igre
| OI                                                | Disciplina          | Prva vožnja   | Prva vožnja   | Druga vožnja  | Druga vožnja  | Ukupno        | Ukupno        |
| OI                                                | Disciplina          | Vrijeme       | Pozicija      | Vrijeme       | Pozicija      | Vrijeme       | Pozicija      |
| ------------------------------------------------- | ------------------- | ------------- | ------------- | ------------- | ------------- | ------------- | ------------- |
| XXIII. Zimske olimpijske igre – Pyeongchang 2018. | Slalom (ž)          | Nije završila | Nije završila | Nije završila | Nije završila | Nije završila | Nije završila |
| XXIII. Zimske olimpijske igre – Pyeongchang 2018. | Superveleslalom (ž) |               |               |               |               | 1:27.97       | 42.           |
| XXIII. Zimske olimpijske igre – Pyeongchang 2018. | Veleslalom (ž)      | 1:19.33       | 49.           | 1:15.57       | 44.           | 2:34.90       | 44.           |
| XXIV. Zimske olimpijske igre – Peking 2022.       | Kombinacija (ž)     | 1:35.89       | 20.           | Nije završila | Nije završila | Nije završila | Nije završila |
| XXIV. Zimske olimpijske igre – Peking 2022.       | Spust (ž)           |               |               |               |               | Nije završila | Nije završila |
| XXIV. Zimske olimpijske igre – Peking 2022.       | Superveleslalom (ž) |               |               |               |               | 1:15.79       | 24.           |

## Vanjske poveznice
- Svi rezultati Elvedine Muzaferije na web stranici FIS-a
- Razgovor s Elvedinom Muzaferijom, serijal Oni pobjeđuju, Al Jazeera Balkans, 20. 2. 2024.